# Flower (cântec de Jisoo)
„FLOWER” (în hangul: 꽃; RR: Kkot) este single-ul de debut solo al cântăreței sud-coreene JISOO, membră a grupului Blackpink. A fost lansat pe 31 martie 2023, prin YG și Interscope, ca single principal de pe albumul ei de debut, ME. Descrisă ca un cântec de dans, pop și trap cu ritm mediu, care încorporează melodii tradiționale coreene și elemente caraibiene, cu versuri despre depășirea unei relații toxice, piesa a fost scrisă de Vince, Teddy, Kush și VVN și compusă de ultimii doi alături de 24, care s-a ocupat de producție.
„FLOWER” a avut succes comercial și a ajuns pe locul doi în Billboard Global 200, devenind primul hit din top-10 al lui JISOO în top. În Coreea de Sud, cântecul a ajuns pe primul loc în topul Billboard cu cântece din Coreea de Sud și a ajuns pe locul 1 În Topul Circle Digital. A ajuns în fruntea topurilor în Hong Kong, Malaezia, Singapore, Taiwan și Vietnam și a ajuns în primele zece în Ungaria, Indonezia, MENA și Filipine. Piesa a devenit cea mai bine clasată melodie a unei soliste coreene în Canadian Hot 100, NZ Singles Chart și UK Singles Chart. Un videoclip muzical care însoțește cântecul a fost încărcat pe canalul de YouTube al lui BLACKPINK simultan cu lansarea single-ului.
„FLOWER” a primit recenzii favorabile din partea criticilor muzicali, care i-au complimentat producția și versurile sofisticate, precum și vocea lui JISOO. Pentru a promova melodia, cântăreața a apărut și a cântat la programul de muzică sud-coreean Inkigayo. Pe 5 aprilie, JISOO a câștigat prima ei emisiune muzicală la doar cinci zile după lansarea single-ului pe Show Champion. Ea a continuat să primească opt spectacole de muzică câștigate la Show Champion, M Countdown, Music Bank, Show!Music Core și Inkigayo.